# Andrena surda
Andrena surda là một loài Hymenoptera trong họ Andrenidae. Loài này được Cockerell mô tả khoa học năm 1910.